# Live in Concert
Live in Concert es el segundo disco en vivo de Leonard Cohen, grabado en directo durante las giras de I'm Your Man y The Future, y lanzado en 1994.
Antes de editarse el álbum, Cohen había decidido retirarse a un monasterio zen en Los Ángeles (California) donde se le ordena monje "Dharma de Jikan" (el silencioso). Aquí sigue una vida austera de orden y disciplina, trabajando en el mantenimiento del monasterio como cocinero, secretario y chófer en las giras del maestro Roshi. No obstante, seguirá escribiendo poesía (de donde surgirán muchos de los poemas de El libro del Anhelo) y componiendo con el ordenador y teclado en su habitación (temas que verían la luz en 2001, en el álbum Ten New Songs).
Durante ese tiempo, vivirá en el monasterio Mount Baldy, que tiene su propia página web, donde los monjes hablan de sus vidas y experiencias; vende un CD con grabaciones en el monasterio "Daily Sutras" y, como no, Jikan expone algún poema escrito durante su estancia.
Todos los temas son autoría de Leonard Cohen, excepto "Everybody knows" (Leonard Cohen/Sharon Robinson).

## Lista de temas
1. "Dance Me to the End of Love" (Toronto, 17 de junio de 1993) - 6:12
2. "Bird on the Wire" (Toronto, 17 de junio de 1993) - 6:54
3. "Everybody Knows" (Vancouver, 29 de junio de 1993) - 6:10
4. "Joan of Arc" (Toronto, 17 de junio de 1993)
5. "There Is a War" (Toronto, 17 de junio de 1993) - 4:50
6. "Sisters of Mercy" (Toronto, 18 de junio de 1993) - 6:17
7. "Hallelujah" (Austin, 31 de octubre de 1988) - 6:55
8. "I'm Your Man" (Toronto, 17 de junio de 1993) - 5:31
9. "Who by Fire?" (Austin, 31 de octubre de 1988) - 5:10
10. "One of Us Cannot Be Wrong" (San Sebastián, 20 de mayo de 1988) - 5:24
11. "If It Be Your Will" (Austin, 31 de octubre de 1988) - 3:20
12. "Heart With No Companion" (Ámsterdam, 19 de abril de 1988) - 4:52
13. "Suzanne" (Vancouver, 29 de junio de 1993) - 4:21